# タリン沖海戦
タリン（レーヴェリ）沖海戦（タリン、レーヴェリおきかいせん）は、ロシア革命後の連合国の革命干渉中に発生した、イギリス海軍とロシア社会主義連邦ソヴィエト共和国（ソヴィエト・ロシア）の労農赤色海軍との海戦である。1918年12月26日から12月27日にかけて、フィンランド湾のタリン（ロシア側名称ではレーヴェリ）沖にて発生した。戦闘の結果、ソヴィエト・ロシアの革命軍事委員次席（国防副大臣に相当）でバルト艦隊革命軍事委員（艦隊司令官に相当）が捕虜になるという椿事に至った。

## 概要

### 対独戦争の終結
1914年に始まった第一次世界大戦は、1918年11月のドイツ帝国の降伏により終結した。しかしながら、ソヴィエト・ロシアと連合国との戦争はまだ終わってはいなかった。
対独戦争の終結によって連合国軍のクンダ上陸の可能性が高まると、レーヴェリに向かっていた労農赤軍・第7軍が側面及び後方から脅かされる危険性が懸念されるようになった。ソヴィエト・ロシアと敵対するイギリスおよびエストニア艦隊との戦闘に備え、ソヴィエト・ロシアでは12月8日付けでF・F・ラスコーリニコフ・第7軍海軍司令官・バルト艦隊革命軍事委員直属の「バルト艦隊特務分遣隊」が編成された。分遣隊は、戦列艦アンドレイ・ペルヴォズヴァーンヌイ、巡洋艦オレーク、艦隊水雷艇スパルターク、アフトローイル、アザールトからなっていた。分遣隊の任務は、レーヴェリ沖のナイサール島占領作戦のためのレーヴェリへの偵察任務とされた。

### 第一の戦闘
12月25日、艦隊水雷艇隊にレーヴェリ停泊地の偵察および敵への砲撃命令が下った。作戦では、艦隊水雷艇隊は任務遂行ののち戦列艦と巡洋艦の掩護の下に入ることになっていた。ところが、アザールトとアフトローイルは燃料不足によって出撃ができなかった。翌26日、ラスコーリニコフ隊長の乗るスパルターク単艦がレーヴェリへ向かって出港した。スパルタークはアエグナ島とナイサール島にあるエストニアの砲台を砲撃し、その後クロンシュタットへ向かうフィンランドの蒸気船を拿捕した。しかし、そこからレーヴェリへ向かう途上、13時15分にスパルタークはイギリス艦隊に遭遇した。軽巡洋艦カリプソ、カラドック、駆逐艦ヴェンデッタ、ウェイクフルからなる優勢なイギリス海軍艦隊はすぐさまスパルターク追撃を始めた。砲火が交わされたのち、14時近くにスパルタークは浅瀬に衝突した。それでもスパルタークは砲撃を行ったが、無理な体勢で射撃したため爆風で艦橋の窓が割れ、その際、帰路に必要な海図を紛失した。艦橋では、自らの砲撃の爆風で損傷したのをてっきり敵弾が命中したものと勘違いしたためパニックが発生し、指揮を誤って別の浅瀬に座礁した。事故のために操舵装置や船体が故障し、スクリュープロペラが破壊された。ラスコーリニコフは、艦の運命を諦めて自沈を命じた。しかし、船底が損傷してキングストン弁も開けなかったため、ラスコーリニコフはその命令を取り消した。
座礁の瞬間、イギリス艦隊は30 鏈の距離にいた。距離を半分に縮めながら、艦隊は偏流に乗って救命艇を降ろした。捕獲グループがスパルタークに到着したが、彼らはその薄汚く締りのない乗員たち「赤い海軍水兵」らに劣らず、手入れを怠って荒れ果てた艦の状態に驚かされた。さらに、穴の開いた船体から水を掻き出すための排水ポンプの始動について自然発生的に始められたミーティングに、上位下達方式に馴染んだイギリス人たちはさらに驚かされた。あろうことか、その問題は恐らく投票によって決されたのである。ともかく、排水ポンプは始動された。その後、スパルタークの乗員はイギリス艦に移された。その日の夕刻、駆逐艦ヴェンデッタはスパルタークを浅瀬から引き摺り出し、タリンへ曳航した。
その夕刻、エストニア当局は勝者のための贅を尽くした晩餐会を催した。たくさんの料理と飲み物にイギリス人たちは驚いた様子を見せたが、それというのもタリンでの食料不足は周知のことであったのである。酒盛りは、夜遅く、イギリス水兵たちの帰艦の刻限まで続いた。B・S・テシジャー海軍大佐は巡洋艦カリプソに帰着すると、スパルタークで接収されたすべての文書を持ってくるよう命じた。その書類から、彼はゴーグランド島近くに恐らく巡洋艦オレークが位置していることを突き止めた。彼は巡洋艦カラドックと駆逐艦ウェイクフルに速やかなる出撃を命じ、残る艦船にも出撃準備を命じた。

### 第二の戦闘
12月27日午前2時近く、ゴーグランド島へ向かう途上のテシジャー艦隊は、灯火管制を敷いた艦影を発見した。艦影は、イギリス艦隊と交わる航路の近くを航行していた。巡洋艦カリプソの信号手は、艦影はスパルタークの同型艦であると判別し、それは絶対にスパルタークと合流するために不具合を直して12月26日夕刻にクロンシュタットを出港したアフトローイルであると判定した。テシジャーは士官らの説得に応じず、雷撃を受ける危険のある夜戦を避けることとし、東方への航海を続行させた。しかしながら、ゴーグランド島沖ではオレークは発見されなかった。オレークは、スパルタークの帰還を待たずに停泊位置を変え、その後クロンシュタットへ帰ってしまったのである。テシジャーはフィンランド湾にある唯一の敵艦、アフトローイルへ標的の変更を命じ、西海域へ向かった。アフトローイルは闇の中で敵艦隊とも擦れ違ったが、味方のオレークとも行き違ってしまったのである。テシジャーはタリン港に残る駆逐艦ヴェンデッタとヴォーティガンにフィンランド湾入り口の警戒に就くよう出港を命じ、自らは麾下の3 艦を警戒線に展開させた。カラドックは北面に、旗艦カリプソは南面に、駆逐艦ウェイクフルは中央に陣取った。そして、3 隻は西へ向かって索敵を開始した。このようにしてアフトローイルは袋の鼠となり、遙かに優れた敵戦力との遭遇はひとえに時間の問題となった。
時間は過ぎ去り、早朝アフトローイルは駆逐艦ヴェンデッタおよびヴォーティガンと遭遇した。乗員ミーティングの指示に則って艦長V・A・ニコラーエフは全速を命じ、艦は湾南岸に沿ってクロンシュタットへの脱出を開始した。イギリス駆逐艦はアフトローイルを追撃したが、大して速力を出さなかったため、アフトローイルは難なく敵艦から逃れることができた。しかしながら、12時25分近く、モフニ島南方でアフトローイルは巡洋艦カリプソを先頭に進むイギリス艦隊を発見した。アフトローイルは北へ進路を変更したが、そこにもまた敵艦がいた。アフトローイルは5 隻のイギリス艦に包囲された。短時間の砲火が交わされたのち、アフトローイルは白旗を掲げた。追跡及び交戦時において、イギリス艦は明らかにアフトローイルの早期降伏を待っており、甚大な被害を与えないようにしていた。そのため、イギリス艦からはせいぜい数回の砲撃が行われたに過ぎなかった。それにも拘らず、12時48分に発射されたイギリス艦の最初の砲弾のうち1 発が中檣を無線アンテナごと弾き飛ばし、その結果アフトローイルは無線通信を失った。
スパルタークの降伏時と同様、アフトローイルには捕獲グループが派遣され、乗員はイギリス艦へ移された。「文明の進んだ航海者たち」が降伏者にとった極度に厚かましい態度は言及に値する。イギリス水兵らは両艦の居住区画の捜査を行った際、欲しいと思ったものはすべて、衣類やシーツ類、筆記用具といった士官個人の身の回りの品に至るまで何でも持ち去った。士官の船室ではシャンデリアが捥ぎ取られ、家具が運び出された。アフトローイルの士官集会室にあったはずのたて型ピアノは、やがてイギリス巡洋艦上で発見された。巡洋艦カラドックの捕獲班は、手に入れた「戦利品」をのちに二束三文で売り払った。略奪に対する乗員らの不満は、誰一人として気にするものはなかった。イギリス人は、この出来事をただ「あいだにパーティーを挟んだ2 度の戦闘」と記録しているだけである。

### 捕虜
両艦隊水雷艇は1919年1月2日にタリンにてエストニアへ引き渡され、ヴァンボラならびにレンヌクと改称した。これにより、244 名ないし251 名が捕虜となり、その中には14 名ないし18 名の士官が含まれた。艦隊水雷艇のA・Ya・パヴリーノフ、V・A・ニコラーエフ両艦長はエストニア海軍での勤務に合意したが、艦長にはならなかった。捕虜たちにもエストニア海軍での勤務が勧められたが、30 名がそれに応じた。ラスコーリニコフは本人確認ののち残りの捕虜とともに軽巡洋艦カリプソに乗せられた。
のち、カリプソが本国へ帰還する際、ラスコーリニコフ・バルト艦隊革命軍事委員はアフトローイルの政治将校である水兵Ya・D・ヌィニュークとともにイギリスへ送致された。1919年5月27日には、デンマーク赤十字社を通じて両名はペトログラード・ベロオーストロフにて赤軍捕虜となっていた17 ないし19 名のイギリス士官と交換された。イギリス人は、図らずもロシアの捕虜を銃殺から救うこととなった。エストニアに残ったスパルタークのパーヴロフ委員はじめ、27 名の捕虜が、エストニア人による私刑や非正規裁判で銃殺された。1919年から1920年にかけて、捕虜となった者のうち94 名のみがロシアへ帰還した。